# Jordan Ogundiran
Omotayo Jordan Ogundiran (Chatsworth, 30 novembre 1996) è un cestista statunitense con cittadinanza nigeriana.

## Carriera
Con la Nigeria ha disputato i Campionati africani del 2021.